# Serviço social (INSS)
O serviço social é um serviço oferecido prestado pelo INSS. É comum confundir Serviço Social com Assistência social, sendo que o Serviço Social é uma profissão e a Assistência Social é uma política social. 
O serviço social no INSS tem como objetivo auxiliar segurados da previdência social e seus dependentes a solucionar entraves e dificuldades de acesso a seus direitos. Busca também informar o segurado ou dependente de seus direitos e obrigações e, na medida do possível, ampará-lo em situações de vulnerabilidade social. Por exemplo, é comum um segurado não ter seu pedido de auxílio-doença ou de benefício de prestação continuada atendido devido à insuficiência de requisitos, nesses casos a pessoa pode ser encaminhada ao Serviço Social para uma avaliação. O atendimento do profissional de Serviço Social no INSS é um direito de toda a população.